# Epsilon Indi
Epsilon Indi (ε Ind, ε Indi) è una stella situata nella costellazione dell'Indiano di magnitudine apparente +4,69. Distante 11,8 anni luce, si tratta del diciassettesimo sistema più vicino alla Terra, e la sesta stella più vicina visibile a occhio nudo.
ε Indi è una nana arancione di classe spettrale K5V, con una massa del 70% di quella del Sole, un raggio del 76% e una luminosità di un quinto rispetto a quella solare. Il suo periodo di rotazione è di circa 23 giorni, essendo la sua velocità di rotazione di 0,7 km/s e l'asse di rotazione inclinato di 26º rispetto al piano del cielo.
È accompagnata da due nane brune, scoperte nel 2003, denominate ε Indi Ba e ε Indi Bb. Verso la fine del 2003, i due oggetti substellari sono stati riconosciuti come le nane brune più vicine al sistema solare, prima della scoperta, nel 2011, di WISE 1506+7027 e di quella nel 2013 di WISE 1049-5319.
Nel 2019 è stato scoperto anche un pianeta gigante avente una massa 6-7 volte quella gioviana e che orbita attorno alla stella in un periodo di circa 180 anni.

## Osservazione
Epsilon Indi si trova vicino al limite nord-est della costellazione dell'Indiano, a sud-est di Delta Indi e a nord-ovest di Alpha Tucanae, ed è la quinta stella più luminosa della costellazione dell'Indiano. Epsilon Indi ha un moto proprio così elevato che nel giro di poche centinaia di anni, si muoverà al di fuori della costellazione dell'Indiano per entrare nella vicina costellazione del Tucano.
Avendo una declinazione di −56° 47′, Epsilon Indi è una stella dell'emisfero celeste australe. La sua posizione comporta che la stella sia osservabile prevalentemente dall'emisfero sud, dove si presenta circumpolare anche da gran parte delle regioni temperate; dall'emisfero nord la sua visibilità è invece limitata alle regioni temperate inferiori e alla fascia tropicale. La sua magnitudine pari a 4,7 fa sì che possa essere scorta solo con un cielo sufficientemente libero dagli effetti dell'inquinamento luminoso.

## Storia delle osservazioni
La costellazione dell'Indiano appare per la prima volta nell'atlante celeste l'Uranometria di Johann Bayer, nel 1603. Nel 1801 l'astronomo tedesco Johann Elert Bode, nel suo atlante stellare Uranographia, piazza Epsilon Indi in una delle frecce tenute nella mano sinistra dell'indiano che rappresenta la costellazione. Nel 1847, Heinrich Louis d'Arrest comparò la posizione di questa stella citata in numerosi cataloghi risalenti al 1750, e scoprì che essa possedeva un moto proprio misurabile, e che aveva cambiato posizione nella sfera celeste nel corso del tempo. Nel 1982, la parallasse di Epsilon Indi fu misurata dagli astronomi David Gill e William Elkin a Capo di Buona Speranza in 0,22 ± 0,03 secondi d'arco Nel 1923, Harlow Shapley dell'Osservatorio di Harvard misurò una parallasse di 0,45 arcseconds.. Data la sua vicinanza e la sua somiglianza al Sole, già nel 1959 Epsilon Indi fu indicata, dai fisici Philip Morrison e Giuseppe Cocconi, come una delle migliori candidate per la ricerca di vita intelligente in altri mondi, assieme a Tau Ceti, Epsilon Eridani, Alfa Centauri, 40 Eridani, 61 Cygni e 70 Ophiuchi.

## Caratteristiche fisiche

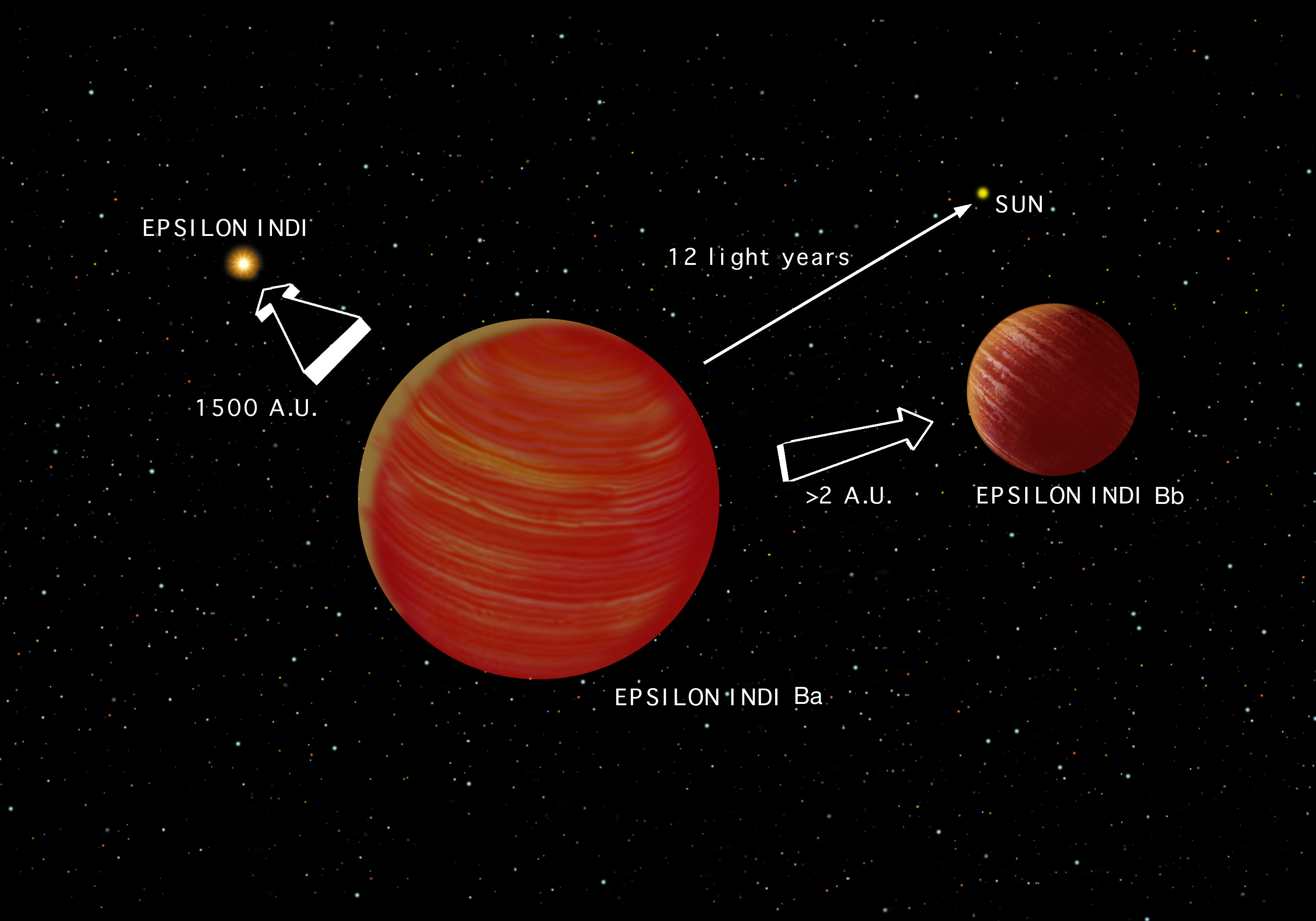
Rappresentazione artistica del sistema di Epsilon Indi

Epsilon Indi è una nana arancione di tipo spettrale K5 Ve. Possiede circa il 70% della massa solare, il 73% del suo raggio, e circa il 22% della sua luminosità. La metallicità di una stella si misura in base all'abbondanza di ferro e si riferisce a tutti quegli elementi chimici più pesanti dell'idrogeno; quella di ε Indi è circa l'87% della quantità presente nel Sole.
La stella ha il terzo più alto moto proprio tra quelle visibili a occhio nudo, dopo Groombridge 1830 e 61 Cygni e il nono moto proprio più alto in assoluto. Epsilon Indi ha una velocità spaziale rispetto al Sole di 86 km/s, insolitamente elevata per una stella considerata relativamente giovane. Non c'è comunque uniformità riguardo dell'età della stella; la stella era considerata più vecchia del nostro sole, dato che non ruota rapidamente ed esibisce una moderata velocità rispetto al Sole. Analisi più recenti suggeriscono che possa avere un'età compresa tra 0,8 e 2 miliardi di anni, calcolo ottenuto in base alla velocità di rotazione, tuttavia, studi del 2009 e del 2010 di Liu et al. e di King et al., basandosi su massa e modelli evolutivi delle nane brune, stimano l'età del sistema da 3,7 a 4,3 miliardi di anni, ipotesi suffragata anche da Eiroa et al. in uno studio del 2013, che stimano l'età di Epsilon Indi in 3,66 miliardi di anni. La corona di Epsilon Indi è simile a quella solare, e produce un'emissione di raggi X pari a 2×1020 J/s, mentre la temperatura della corona è di 2×106 K. Il vento stellare di questa stella si espande verso l'esterno, producendo un bow shock ad una distanza di 63 au, che termina a 140 UA dalla stella.

## Nana bruna binaria
Il 13 gennaio 2003, un gruppo di astronomi annunciò la scoperta di una nana bruna, momentaneamente denominata Epsilon Indi B, con una massa da 40 a 60 volte quella gioviana e orbitante attorno ad Epsilon Indi ad una distanza di 1500 au. La scoperta avvenne grazie all'alto moto proprio di Epsilon Indi, che percorre nel cielo, in 400 anni, una distanza uguale al diametro apparente della Luna. Gli astronomi per la scoperta compararono immagini fotografiche d'archivio con immagini recenti del Two Micron All-Sky Survey (2MASS). La conferma avvenne tramite osservazioni con la camera a infrarossi del New Technology Telescope (NTT) dell'ESO dell'Osservatorio di La Silla, in Cile. Nell'agosto 2003, lo stesso gruppo di astronomi scoprì che la nana bruna aveva un compagno. L'oggetto si trova a circa 2,65 UA di distanza, circa 396 milioni di km, con un periodo orbitale di circa 15 anni. La massa stimata della seconda nana bruna è di circa 28 masse gioviane, e l'età del sistema stimata in 1,3 miliardi di anni. Il tipo spettrale è T6, più fredda e debole di Epsilon Indi ba, la nana bruna principale. Nel settembre 2003 vennero definiti in modo più accurato i parametri delle due nana brune, Epsilon Indi Ba e Epsilon Indi Bb; le masse sono rispettivamente 47 ± 10 e 28 ± 7 volte quella di Giove, i raggi 0,091 e 0,096 quello solare. Le temperature effettive sono state stimate in 1300-1340 K e 880-940 K, e le loro luminosità 1,9×10−5 e 4,5×10−6 L⊙. La metallicità è [M/H] = –0,2.
La nana bruna che ruota attorno ad Epsilon Indi è così fredda che è stato individuato metano nella sua atmosfera. Questa scoperta ha consentito di classificare questa stella come tipo T1 V, una nuova e recente tipologia di classificazione stellare che identifica le nane brune che possiedono metano nella loro atmosfera. Anche Gliese 229 possiede una compagna di questo tipo. La nana bruna binaria dista dalla stella principale circa 1459 au (218 miliardi di chilometri), e ruota attorno alla principale in un periodo di almeno 63 000 anni. La distanza delle due nane brune tra loro è invece di 2,65 UA e il periodo orbitale di circa 16 anni.
Quando le nane brune erano solo una ipotesi, gli astronomi differenziavano questi ipotetici oggetti dai pianeti, da come essi si sono formati. Se un oggetto substellare si forma come una stella, dal collasso di una nube o di gas o di polvere interstellare, questo può essere definito come nana bruna. Invece se l'oggetto si forma gradualmente dall'accumulazione di gas e polvere all'interno di un disco situato attorno alla stella, viene chiamato pianeta. Tuttavia, Non appena la prima nana bruna candidata fu trovata, gli astronomi credettero che fosse piuttosto difficile definire regole di validità e ipotesi sufficienti su come tali oggetti substellari possano essersi formati. Per questo motivo si è posto un limite di massa sopra il quale un corpo è in grado di fondere il deuterio, equivalente a 13 masse gioviane, che si pone come separatore tra un gigante gassoso e una nana bruna. I due oggetti substellari di Epsilon Indi quindi, considerando le loro masse, sono a tutti gli effetti delle nane brune.

## Ricerca di compagni planetari
Dato che ε Indi è relativamente simile al Sole, gli scienziati dedicano alla stella maggiore attenzione poiché potrebbe ospitare dei pianeti simili alla Terra. Gli astronomi trovano molto difficile individuarlo utilizzando i metodi attuali. Nel 1996 venne utilizzato il Telescopio Spaziale Hubble per individuare eventuali deboli compagni della stella, ma non fu trovata nessuna prova che sostenesse l'esistenza di un pianeta più grande di Giove o di una nana bruna vicino alla stella.
Una ricerca visuale condotta tramite il Very Large Telescope dell'ESO trovò un potenziale candidato planetario, tuttavia, osservazioni condotte con la camera a infrarossi (NICMOS) del telescopio spaziale Hubble mostrarono che si trattava di un oggetto del fondo cielo. La stella è stata esaminata nella banda infrarossa dello spettro elettromagnetico alla ricerca di un eccesso di radiazione infrarossa, che può indicare che una stella sia circondata da un disco circumstellare. Tale disco potrebbe essere alimentato da collisioni tra planetesimi sopravvissuti al periodo iniziale del disco protoplanetario. Tuttavia, nessun eccesso di radiazione infrarossa è stato notato attorno a Epsilon Indi.
Il mancato ritrovamento di oggetti substellari come nane brune o Giove, o pianeti delle dimensioni di Saturno posti in una "torch orbit", ossia in un'orbita più vicina della distanza di Mercurio dal Sole, attorno a Epsilon Indi, è un indizio favorevole ad una futura individuazione di pianeti di tipo terrestre. Tuttavia, l'esistenza di nane brune in orbite distanti potrebbe perturbare le orbite di comete dormienti in una eventuale nube di Oort attorno a Epsilon Indi, per lanciarle all'interno del sistema verso la stella, rendendo molto probabile un impatto catastrofico su un pianeta di tipo terrestre
La zona abitabile di Epsilon Indi, dove un eventuale pianeta potrebbe avere l'acqua liquida in superficie, va da 0,41 a 0,81 UA, con una distanza maggiormente favorevole a 0,61 UA. A quella distanza il periodo di rivoluzione di un pianeta sarebbe di circa 199 giorni.
Nel 2019 è stato scoperto un pianeta supergioviano attorno alla stella, avente una massa inizialmente stimata in 3,25 volte quella di Giove; all'epoca della scoperta era stata stimata un'orbita a una distanza media da ε Indi A di 11,55 UA che il pianeta avrebbe percorso in 45 anni. Nel 2023 il pianeta è stato osservato direttamente col il telescopio spaziale James Webb che ne hanno rilevato proprietà diverse rispetto a quelle indicate in precedenza. Le osservazioni del JWST indicano una massa per Epsilon Indi Ab di 6,31 MJ, ovvero quasi il doppio di quella stimata in precedenza, mentre il semiasse maggiore dell'orbita è stato calcolato in 28,4 UA con un'eccentricità di circa 0,40. Si tratta del pianeta più freddo che sia stato osservato direttamente, con una temperatura di circa 270 K. 
I dati del JWST, uniti a osservazioni astrometriche e spettroscopiche effettuate con altri strumenti e pubblicati nel 2025, stimano una massa ancora maggiore, di 7,29 volte quella di Giove.

### Prospetto del sistema
Sotto, un prospetto del sistema planetario di Epsilon Indi:
| Pianeta | Tipo            | Massa              | Raggio  | Periodo orb.    | Sem. maggiore    | Eccentricità | Incl. orbita | Scoperta |
| ------- | --------------- | ------------------ | ------- | --------------- | ---------------- | ------------ | ------------ | -------- |
| Ab      | Gigante gassoso | 7,29+0,60 −0,61 MJ | 1,08 rJ | 180+32 −31 anni | 29,2+3,3 −3,4 UA | 0,4          | 105,4°       | 2019     |

## Il cielo visto da Epsilon Indi

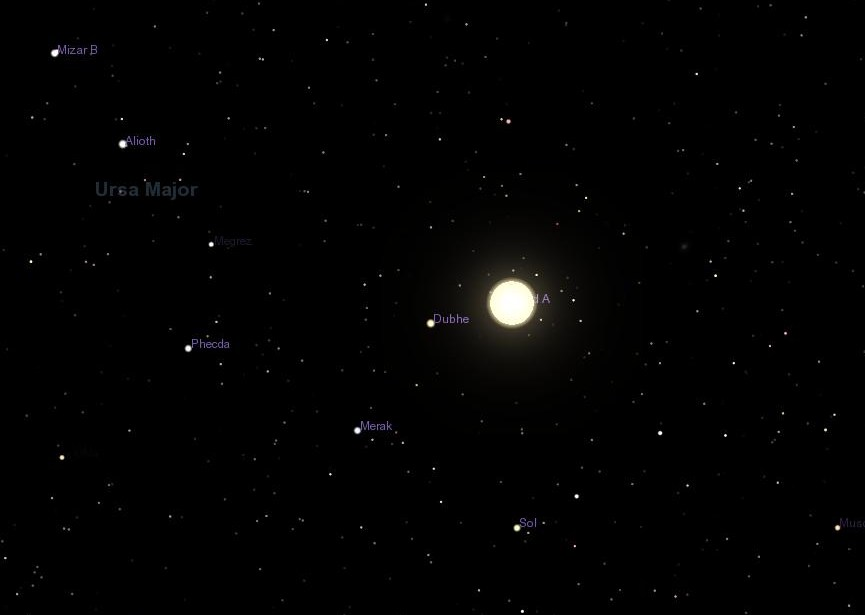
Visto da Epsilon Indi, in una simulazione di Celestia, il Sole si aggiungerebbe alle 7 stelle più luminose del Gran Carro.

Da un pianeta attorno ad Epsilon Indi, il Sole sarebbe una stella in più dell'Orsa Maggiore, della stessa magnitudine della, apparentemente vicina in cielo, Merak.
Canopo sarebbe la stella più luminosa del cielo davanti a Sirio e Fomalhaut distanti all'incirca 15 anni luce dal sistema. Alfa Centauri invece avrebbe una magnitudine ed una distanza da Epsilon Indi simile a quella di Delta Pavonis (+1,6), stella simile al Sole distante meno di 10 anni luce da Epsilon Indi. Un po' meno brillanti apparirebbero Vega, Arturo e Capella, di 0,4 magnitudini più deboli che viste dalla Terra. La stella AX Microscopii, la più vicina al sistema a poco più di 4 anni luce e che ha una luminosità 0,28 volte quella del Sole, avrebbe una magnitudine apparente di +4,3.
Considerando che sono parte dello stesso sistema, la distanza tra ε Indi A e le nane brune è piuttosto elevata, e da un ipotetico pianeta in orbita attorno alla principale, le nane brune sarebbero invisibili a occhio nudo, mentre la nana arancione brillerebbe di magnitudine −8,7 vista da una delle due nane brune. Dalla più piccola di queste infine, la nana bruna più luminosa sarebbe di magnitudine −3,9.

## Epsilon Indi nella fantascienza
Essendo una delle stelle più vicine alla Terra, in parte simile al Sole, Epsilon Indi è stata sovente menzionata in opere fantascientifiche.
- Nell'episodio Sul pianeta Triacon della serie televisiva Star Trek, Epsilon Indi è la dimora di una forma di vita energetica malevola di nome Gorgan.
- Nel libro Star Trek Star Fleet Technical Manual (1975), l'impero stellare di Epsilon Indi è uno dei cinque fondatori della Federazione Unita dei Pianeti. Nello stesso libro, Andoria, casa degli Andoriani, è l'ottavo pianeta che ruota attorno a Epsilon Indi.
- Nell'episodio Il bambino (1988) della serie televisiva Star Trek: The Next Generation, Wesley Crusher descrive Epsilon Indi guardando fuori da una finestra del bar di Prora.
- Nel Ciclo della colonizzazione, Epsilon Indi I è un pianeta conquistato dalla Razza, come Epsilon Eridani II.
- Nella saga di Halo (2007), l'immaginario pianeta Harvest, sul quale ci sarà il primo contatto con gli alieni Covenant, è situato nel sistema di Epsilon Indi.
- Nel romanzo Non per la gloria (1988) di Joel Rosenberg è il sistema di un pianeta neo colonizzato, nuova patria di migrazioni di Ebrei dalla Terra.
- Nel videogioco Frontier: Elite II (1993) e seguiti, di David Braben, Epsilon Indi è un importante sistema stellare facente parte della Federazione galattica. Possiede dieci pianeti di cui due terraformati, una popolazione di dieci miliardi di abitanti e un'economia basata sull'agricoltura.
- Il videogioco Planet Explorers è ambientato nel pianeta Maria, un ipotetico esopianeta orbitante intorno alla stella Epsilon Indi che l'umanità intende colonizzare.
- Nel romanzo La Porta per Mehetueret - La vita al di là dell'anello (2023) di Daniele Effe, è il sistema dove orbita il pianeta Zuwan, abitato da una razza intelligente chiamata Asheti, talmente evoluta nella cultura e nello spirito, che donerà agli esseri umani la tecnologia necessaria per viaggiare tra le stelle e per costruire un wormhole.